# Quenelle

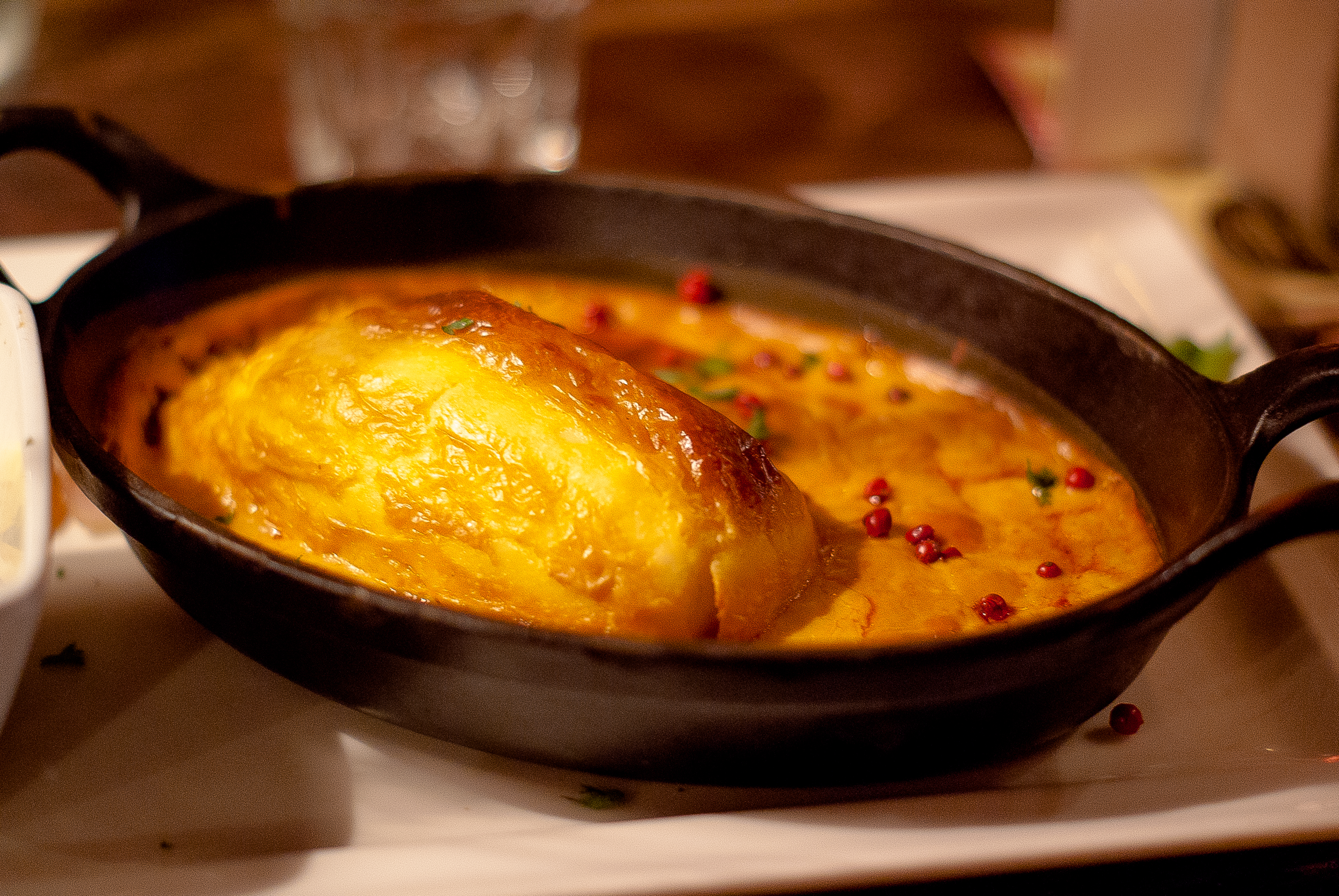
Quenelle de lluç de riu en salsa Nantua, servida en un restaurant tradicional de Lió.

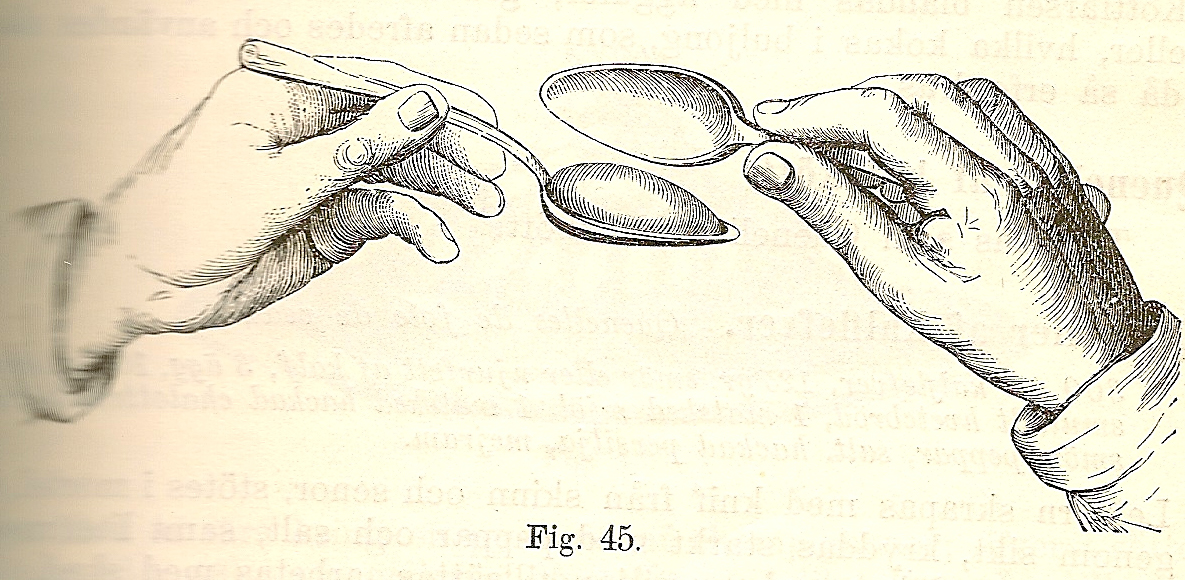
Com formar una quenelle (il·lustració de 1896).

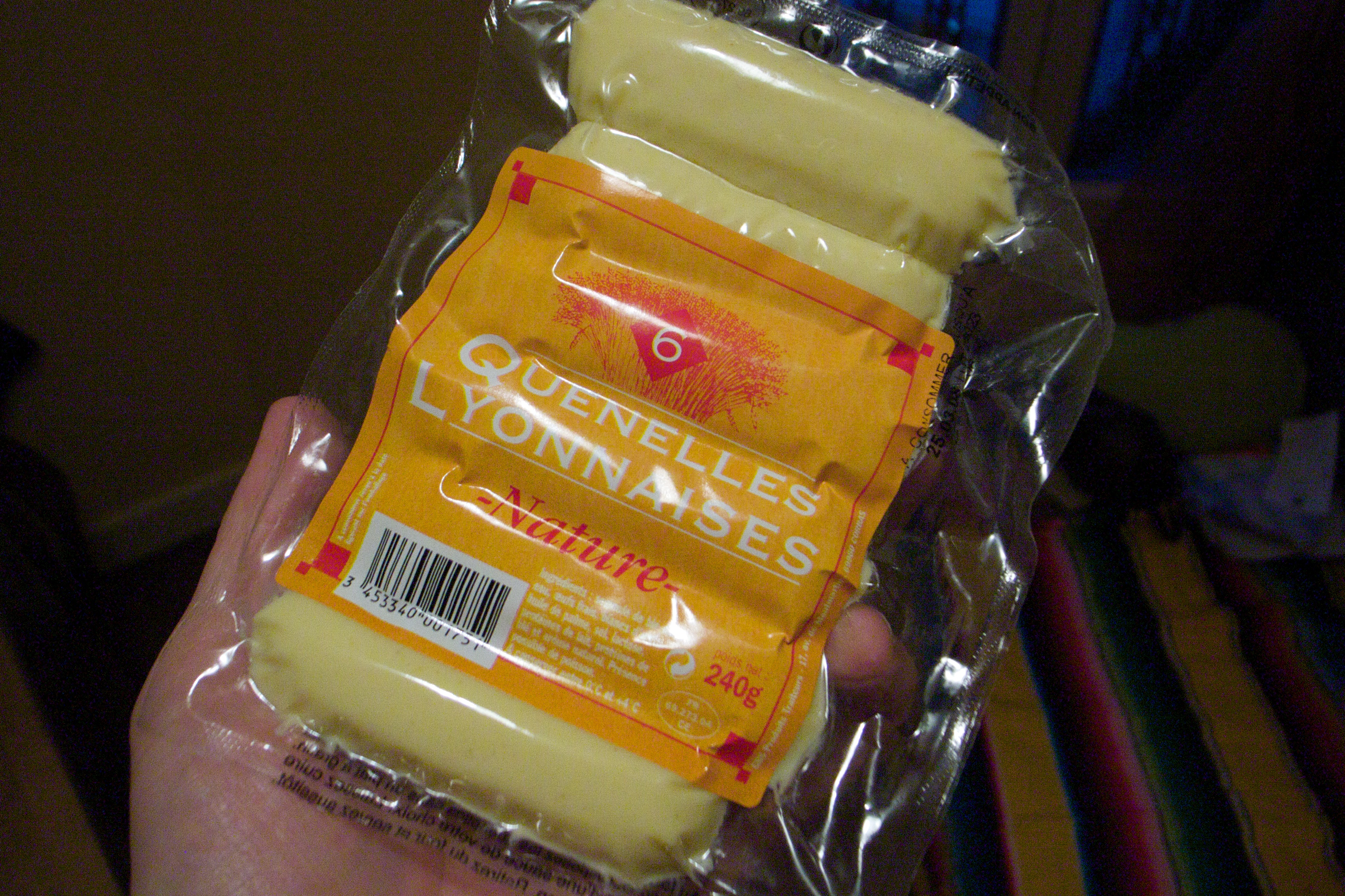
Quenelles de Lió envasades al buit.

La quenelle és una especialitat gastronòmica francesa, típica de la regió de Lió i, en menor mesura, de Bourg-en-Bresse. Té una forma ovalada o cilíndrica. Les quenelles es fan amb una pasta de sèmola de blat o farina barrejada amb mantega, ous i llet o aigua a la qual s'afegeix bé algun tipus de carn esmicolada de peix, bou, aus, o bé medul·la.

## Característiques
La pasta base es diu panade i en depèn la qualitat de les quenelles. Perquè es pugui barrejar amb els ingredients que li donaran el seu sabor específic, cal deixar-la reposar fins a 24 hores. Se'ls dona forma amb dues culleres soperes o a mà. S'escalden en aigua o en un brou (Bolhon) de carn o peix amb el qual s'elabora una salsa blanca, una beixamel o una salsa de tomàquet en la qual s'acabaran d'inflar, o per napar-les. També es poden incorporar a un gratinat o al farciment dels vol-au-vents. Les quenelles de lluç de riu se solen acompanyar amb una salsa Nantua, feta amb una mantega de cranc de riu.
Aquesta especialitat és típica de Lió des del segle xix, on les quenelles de brochet (quenelles de lluç de riu) van adquirir una fama que es va estendre a tot el país i es pot trobar en qualsevol lloc de França. Es venen fresques als mercats o en les botigues denominades traiteurs, o precuinades en llaunes, envasades al buit o congelades, en totes les grans superfícies.

## Història
Les quenelles ja eren freqüents en els menús dels reis francesos dels segles XVII i XVIII, però poc tenien a veure amb les actuals quenelles de Lió. Els receptaris del segle xix les descriuen com unes croquetes cuites que no es feien encara amb una panade sinó amb altres tipus de massa o amb molla de pa, amb patata o amb pasta choux. Es feien també tradicionalment al Franc Comtat i a Alsàcia. Al voltant de 1830, apareixen les quenelles de Lluç de riu de Lió, un peix molt abundant en els rius d'aquesta part de França. Durant la Segona Guerra Mundial, la penúria d'aliments va fer que s'inventessin les quenelles al natural (quenelles nature), fetes només amb massa sense addició de carn o peix. Al segle XX també van aparèixer les quenelles dolces, generalment embolicades en xocolata.
Des de principis del segle XXI, s'ha popularitzat el nom quenelle que tendeix a utilitzar-se en molts països per a qualsevol preparat que tingui la típica forma ovalada donada per les dues cullerades. En països anglosaxons, quenelle es refereix sovint únicament a una manera de presentació de purés, gelats o preparats pastosos, modelant-los en porcions individuals entre dues culleres.